# Perth-Nord
Pour les articles homonymes, voir Perth.
Perth-Nord fut une circonscription électorale fédérale de l'Ontario, représentée de 1867 à 1935.
C'est l'Acte de l'Amérique du Nord britannique de 1867 qui divisa le comté de Perth en deux districts électoraux, Perth-Nord et Perth-Sud. Abolie en 1933, la circonscription fut incorporée dans Perth.

## Géographie
En 1867, la circonscription de Perth-Nord comprenait :
- Les cantons de Wallace, Elma, Logan, Ellice, Mornington et North Easthope
- Le village de Stratford

## Députés
1. 1867-1872 — James Redford, PLC
2. 1872-1874 — Thomas Mayne Daly, L-C
3. 1874-1878 — Andrew Monteith, CON
4. 1878-1891 — Samuel Rollin Hesson, CON
5. 1891-1896 — James Nicol Grieve, PLC
6. 1896-1908 — Alexander Ferguson MacLaren, CON
7. 1908-1921 — Hugh Boulton Morphy, CON
8. 1921-1925 — James Palmer Rankin, PLC
9. 1925-1926 — David McKenzie Wright, CON
10. 1926-1930 — Francis Wellington Hay, PLC
11. 1930-1935 — Davie McKenzie Wright, CON (2)

- CON = Parti conservateur du Canada (ancien)
- L-C = Parti libéral-conservateur
- PLC = Parti libéral du Canada